# Договірний Оман
Договірний Оман (англ. Trucial Oman) — об'єднання шейхств південного узбережжя Перської затоки під протекторатом Великої Британії, що існувало в XIX—XX століттях.

## Зміцнення британських позицій в Перській затоці
У міру зміцнення британських колоніальних позицій в Індії зростала зацікавленість Великої Британії в утвердженні свого панування над найкоротшими водними шляхами з Індії в Європу, які пролягали, зокрема, через Перську затоку. Експедиція Наполеона в Єгипет активізувала зусилля Британської Ост-Індської компанії в аравійському регіоні, що призвело до укладення угод між Великою Британією і султаном Маската.
У 1804—1819 роках флот Ост-Індської компанії спільно з маскатським флотом вів під приводом боротьби з піратами морську війну проти ваххабітів, укладаючи тимчасові угоди з шейхами Піратського берега. Проте ваххабітський Дірійський емірат залишався господарем становища на суші. Коли в 1811—1818 роках ваххабітська держава була знищена єгиптянами, це не заспокоїло англійців, оскільки командувач єгипетськими військами Ібрагім-паша не бажав йти на підписання угод.

## Укладення договорів з шейхствами
У 1819 році британська ескадра розгромила флот шейхів Піратського берега при Рас-ель-Хаймі, зруйнувала їх фортеці і міста, і в січні 1820 шейхи Рас-ель-Хайми, Абу-Дабі, Дубая, Аджмана, Шарджи та Умм-ель-Кайвайна підписали Генеральний договір про мир, до якого приєднався правитель Бахрейну. Формально спрямований проти піратства, рабства і работоргівлі (але не порушує питання про міжусобні морські війни), цей договір узаконював британську присутність у водах і на узбережжі Затоки. "Недружні племена"що порушували договір каралися британським флотом.
Граючи на протиріччях між Єгиптом і Неджом, британська дипломатія підштовхнула арабських правителів Піратського берега до підписання в 1835 році щорічно поновлюваного Першого морського перемир'я, згідно з яким шейхства були зобов'язані в період збору у морі перлинних раковин утримуватися від міжусобних морських воєн. З цього часу берег був перейменований в Берег Перемир'я, або Договірний Оман. У 1843 році угода була продовжена на 10 років, а в 1853 році перетворено в договір «про вічний мир».
У 1838—1839 році, під час наступу Хуршид-паші на Другу Саудівську державу, Велика Британія домоглася укладення нових угод з шейхствами і Бахрейном про заборону работоргівлі, які ще більш розширили її функції арбітра і контролера в Перській затоці.

## Закріплення британського панування
Якщо в північніших державних утвореннях йшла боротьба за вплив між Великою Британією, Османською імперією та Персією, то британське панування в шейхствах Договірного Оману ніким не оскаржувалося. У 1892 році Велика Британія уклала з місцевими правителями Виняткові угоди, що забороняли їм та їхнім наступникам без згоди Великої Британії укладати договори і вступати у відносини, поступатися, продавати, здавати в оренду або давати дозвіл на окупацію будь-якої частини своєї території третьою державою.
У 1911 році Виняткові угоди були доповнені зобов'язаннями нікому, крім Великої Британії, не надавати права на видобуток перлинних раковин і губки.

## Кінець Договірного Оману
В 1968 році Велика Британія заявила про намір припинити відносини протекторату з державами Договірного Оману. Шейхства спробували організувати федерацію за участю Катару і Бахрейну, але два останніх відмовилися.
До 1969 року індійська рупія залишалася де-факто валютою Договірного Оману, а також інших країн Перської затоки, таких як Катар, Бахрейн і Оман поки ці країни не ввели свої власні валюти в 1969 році, через велику девальвацію рупії.
1 грудня 1971 Велика Британія оголосила про розірвання договорів з шейхствами, а на наступний день Абу-Дабі, Аджман, Дубай, Ель-Фуджайра, Шарджа та Умм-ель-Кайвайн об'єднались в Об'єднані Арабські Емірати. 11 лютого 1972 до них приєдналася Рас-ель-Хайма.

## Ресурси Інтернету
- Former Political Officers, Political Agents and Consuls General in Dubai